# День Басиджа
День Басиджа (перс. روز بسیج مستضعفان‎) — иранский праздник, ежегодно отмечающийся 26 ноября (5 азара по иранскому календарю).

## Басидж
Басидж (перс. بسیج‎) или Басидж-е Мостазафан (перс. بسیج مستضعفان‎) — один из пяти отделов Корпуса Стражей Исламской Революции, представляет собой полувоенное формирование волонтерской милиции.
На сегодняшний день Басидж состоит в основном из молодых иранцев, которые добровольно записываются в организацию — зачастую с целью получить многочисленные социальные льготы. Басидж — вспомогательная сила, осуществляющая надзор за внутренней безопасностью, поддерживающая правоохранительные органы, организующая религиозные церемонии и подавляющая диссидентские настроения в стране.

## История праздника
День Басиджа ежегодно празднуется 26 ноября в связи с годовщиной указа высшего руководителя Ирана Рухоллы Хомейни о создании данной организации. Указ был выпущен 26 ноября 1979 года. а в январе 1981 Меджлис официально включил Басидж в структуру организации Революционной гвардии.
Сразу после открытия в Басидж пошло множество добровольцев. Членство в организации разрешалось лицам от 18 до 45 лет — в том числе женщинам.

## Басидж и ирано-иракская война
Во время ирано-иракской войны 1980-1988 годов Басидж пополнился сотнями тысяч добровольцев. Туда добровольно шли двенадцатилетние дети и старики на пенсии, некоторым из которых было больше 80 лет. Весь Басидж был  пропитан патриотизмом и желанием помочь родине в борьбе с неприятелем. Членство в Басидже поощрялось правительственными организациями и средствами массовой информации. Как сообщает статистика, во время войны погибло около 10 тыс. членов Басиджа.
Основной и наиболее действенной тактикой Басиджа во время войны были так называемые «человеческие волны», когда члены организации были вооружены очень легко и зачастую даже не поддерживались артиллерией или силой с воздуха. Тактика заключается в том, что шеренга за шеренгой ополченцы наступали на иракцев, не уделяя никакого внимания потерям. Такая тактика оказывала мощнейшее психологическое воздействие на иракцев.
По разным данным, в 1985 году в составе Басиджа было от полумиллиона до трех миллионов человек.